# آبرونیای آلپی
آبرونیای آلپی (نام علمی: Abronia alpina) نام یک گونه از تیره گل‌کاغذیان است.